# Debian會議

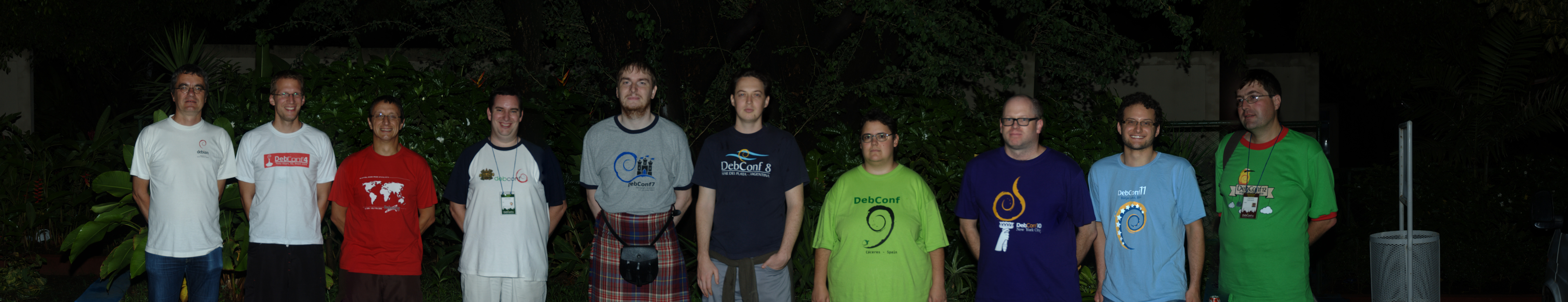
自第3屆至第12屆的DebConf T-shirt

DebConf，Debian開發者會議（英語：the Debian developers conference）是Debian作業系統的開發者每年都會舉辦的會議，主要目的是讓開發者可以會面並討論作業系統的未來開發。
除了排定的工作坊與演講以外，Debian開發者也有機會在較不常見的設定中徹底了解Debian系統。透過在2003年的奧斯陸DebConf中加入“DebCamp”來達成這個目標：預留一個房間並提供電腦等基礎設施。

## 位置
過去與未來的DebConf活動位置：
| DebConf0（页面存档备份，存于）  | 2000 | 7月5日至7月9日   | 法國波尔多           |
| DebConf1（页面存档备份，存于）  | 2001 | 7月2日至7月5日   | 法國波爾多           |
| DebConf2（页面存档备份，存于）  | 2002 | 7月5日至7月7日   | 加拿大多伦多         |
| DebConf3（页面存档备份，存于）  | 2003 | 7月18日至7月20日 | 挪威奥斯陆           |
| DebConf4（页面存档备份，存于）  | 2004 | 5月26日至6月2日  | 巴西阿雷格里港       |
| DebConf5（页面存档备份，存于）  | 2005 | 7月10日至7月17日 | 芬兰赫尔辛基         |
| DebConf6（页面存档备份，存于）  | 2006 | 5月14日至5月22日 | 墨西哥瓦兹特佩克     |
| DebConf7（页面存档备份，存于）  | 2007 | 6月17日至6月23日 | 苏格兰爱丁堡         |
| DebConf8（页面存档备份，存于）  | 2008 | 8月10日至8月16日 | 阿根廷马德普拉塔     |
| DebConf9（页面存档备份，存于）  | 2009 | 7月24日至7月30日 | 西班牙卡塞雷斯       |
| DebConf10（页面存档备份，存于） | 2010 | 8月1日至8月7日   | 美国纽约             |
| DebConf11（页面存档备份，存于） | 2011 | 7月24日至7月30日 | 巴尼亚卢卡           |
| DebConf12（页面存档备份，存于） | 2012 | 7月8日至7月14日  | 尼加拉瓜馬拿瓜       |
| DebConf13（页面存档备份，存于） | 2013 | 8月11日至8月18日 | 瑞士沃馬居           |
| DebConf14（页面存档备份，存于） | 2014 | 8月23日至8月31日 | 美国俄勒岡州波特蘭   |
| DebConf15（页面存档备份，存于） | 2015 | 8月15日至8月22日 | 德国海德堡           |
| DebConf16（页面存档备份，存于） | 2016 | 7月3日至7月9日   | 南非開普敦           |
| DebConf17（页面存档备份，存于） | 2017 | 8月6日至8月12日  | 加拿大蒙特利尔       |
| DebConf18（页面存档备份，存于） | 2018 | 7月29日至8月4日  | 中華民國（臺灣）新竹 |
| DebConf19（页面存档备份，存于） | 2019 | 7月21日至7月28日 | 巴西庫里奇巴         |
| DebConf20（页面存档备份，存于） | 2020 | 8月23日至8月29日 | 因疫情線上舉辦       |
| DebConf21（页面存档备份，存于） | 2021 |                  | 因疫情線上舉辦       |
| DebConf22（页面存档备份，存于） | 2022 |                  | 科索沃普里斯提納     |
| DebConf23（页面存档备份，存于） | 2023 |                  | 印度喀拉拉邦科契     |

## Miniconf
這是為期一天的微型會議，主要是包含在linux.conf.au會議（澳洲Linux會議）中，針對特定興趣的社群所舉辦，提供愛好者見面的機會，並讓他們沉浸在特定的主題或專案中。
過去與未來的LCA Miniconf活動地點：
| Debian GNU/Linux: Australian Mini-Conference 2002  | 2002 | 2月4日至2月5日   | 布里斯班     |
| Debian Miniconf2                                   | 2003 | 1月20日至1月21日 | 珀斯         |
| Debian Miniconf3                                   | 2004 | 1月12日至1月13日 | 阿德莱德     |
| Debian Miniconf4                                   | 2005 | 4月18日至4月19日 | 堪培拉       |
| Debian Miniconf5                                   | 2006 | 1月23日至1月24日 | 新西兰达尼丁 |
| Debian Miniconf6                                   | 2007 | 1月15日至1月16日 | 悉尼         |
| MiniDebConf 2015 New-Zealand（页面存档备份，存于） | 2015 | 1月10日至1月12日 | 新西兰奧克蘭 |

## MiniDebConf
這是較小型的Debian活動，每年都會在世界各地舉辦。
過去與未來的MiniDebConf活動位置：
| MiniDebConf 2006 Colombia（页面存档备份，存于）         | 2006 | 8月19日至8月20日   | 哥伦比亚波帕扬       |
| MiniDebConf Centroamérica: Panamá（页面存档备份，存于） | 2010 | 3月20日至3月23日   | 巴拿馬城             |
| MiniDebConf 2010 Germany                                | 2010 | 6月10日至6月11日   | 德国柏林             |
| MiniDebConf 2010 India（页面存档备份，存于）            | 2010 | 8月7日至8月8日     | 印度浦那             |
| MiniDebConf 2010 France（页面存档备份，存于）           | 2010 | 10月30日至10月31日 | 法国巴黎             |
| MiniDebConf 2010 Vietnam（页面存档备份，存于）          | 2010 | 11月12日至11月14日 | 越南胡志明市         |
| MiniDebConf 2012 France（页面存档备份，存于）           | 2012 | 11月24日至11月25日 | 法国巴黎             |
| MiniDebConf 2013 India（页面存档备份，存于）            | 2013 | Feb 22–24          | 印度喀拉拉邦科泽科德 |
| MiniDebConf 2013 UK（页面存档备份，存于）               | 2013 | 11月14日至11月17日 | 英国劍橋             |
| MiniDebConf 2014 France（页面存档备份，存于）           | 2012 | 1月18日至1月19日   | 法国巴黎             |
| MiniDebConf 2014 Spain（页面存档备份，存于）            | 2014 | 3月15日至3月16日   | 西班牙巴塞罗那       |
| MiniDebConf 2014 India（页面存档备份，存于）(Debutsav)  | 2014 | 10月17日至10月18日 | 印度喀拉拉邦奎隆     |
| MiniDebConf 2014 UK（页面存档备份，存于）               | 2014 | 11月6日至11月9日   | 英国劍橋             |
| MiniDebConf 2015 New-Zealand（页面存档备份，存于）      | 2015 | 1月10日至1月12日   | 新西兰奧克蘭         |
| MiniDebConf 2015 India（页面存档备份，存于）            | 2015 | 1月17日至1月18日   | 印度孟买             |
| MiniDebConf 2015 France（页面存档备份，存于）           | 2015 | 4月11日至4月12日   | 法国里昂             |
| MiniDebConf 2015 Romania（页面存档备份，存于）          | 2015 | 5月16日至5月17日   | 羅馬尼亞布加勒斯特   |
| MiniDebConf 2016 Curitiba（页面存档备份，存于）         | 2016 | 3月5日至3月6日     | 巴西庫里奇巴         |

## 參加者
根據2013年的一本小冊子，2000年時約有30名參與者，而2011年時約有300名參與者，原先預期約為250名。

## 外部連結
- DebConf網頁（页面存档备份，存于）
- DebConf影片封存檔案（页面存档备份，存于）